# Peripeteia
Peripeteia (Gr.; Eng. peripety; Ned. peripetie) is een term uit de Poëtica van Aristoteles en duidt op de omslag in de omstandigheden der hoofdpersoon in een toneelstuk. De term is afkomstig en nauw verbonden met de agnitio in een tragedie.

## Gebruik
Als oorzaak aan de beslissende omslag ligt vaak een bericht van een boodschapper ten grondslag, een confrontatie of een opdagend inzicht oftewel herkenning (agnitio). De peripetie is het begin van de ontknoping en afwikkeling. In een tragedie gaat het om een omslag die de held ongeluk brengt, in de komedie juist om een wending ten goede.

## Aristoteles' omschrijving
Een peripetie is de ommekeer in het verloop van de handelingen naar het tegenovergestelde <van de tot dan toe bestaande toestand van geluk of ongeluk> volgens het genoemde principe <van de onverwachte samenhang>; en wel zoals wij telkens zeggen volgens de waarschijnlijkheid of noodzakelijkheid.
— Aristoteles, paragraaf XI, p. 47. Toevoegingen van de vertalers tussen haakjes.

## Voorbeelden
In de Gijsbrecht van Aemstel uit 1637 van Joost van den Vondel, die peripeteia vertaalde met 'staatverandering', brengt de aartsengel Rafaël in het vijfde bedrijf de beslissende omslag tot stand. De vijfde periode die in Vondels toneelwerk onderscheiden wordt, waaronder Adam in ballingschap uit 1664, is het benadrukken van de peripeteia zelfs het belangrijkste vormgevingsprincipe. In Vondels Jeptha of Offerbelofte voltrekt de ommekeer zich zelfs over twee personen: de al te grote offerbereidheid waarmee Jefta zijn dochter offert, verkeert in een groot naberouw, terwijl de grote blijdschap waarmee zijn vrouw Philopaie zich op het weerzien verheugt, omslaat in grote droefenis als ze erachter komt dat de dochter zonder haar medeweten geofferd is.